# Loxodera
Loxodera es un género de plantas herbáceas de la familia de las poáceas. Es originaria del sur de África tropical.

## Especies
- Loxodera bovonei
- Loxodera caespitosa
- Loxodera epectinata
- Loxodera ledermannii
- Loxodera rhytachnioides
- Loxodera rigidiuscula
- Loxodera strigosa